# Dimitris Sioufas

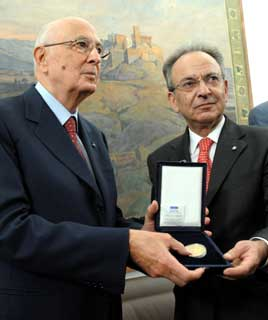
Dimitris Soufias (rechts) bei der Übergabe des Preises des Griechischen Parlaments an Giorgio Napolitano, den Präsidenten Italiens (2008)

Dimitris Sioufas (griechisch Δημήτρης Σιούφας, * 15. August 1944 in Ellinopyrgos, Karditsa; † 11. Januar 2019) war ein griechischer Rechtsanwalt und Politiker der konservativen Partei Neue Demokratie (Nea Dimokratia). Er bekleidete mehrfach Ministerämter und war zuletzt von 2007 bis 2009 Parlamentspräsident.

## Leben
Sioufas hat ein Studium der Politischen Wissenschaften und der Öffentlichen Verwaltung an der Pantion-Universität Athen und ein Jurastudium an der Aristoteles-Universität Thessaloniki abgeschlossen.
Er wurde 1981 erstmals in das Griechische Parlament gewählt und bei allen nachfolgenden Wahlen wiedergewählt. Er war von August 1991 bis Dezember 1992 Sozialminister und von Dezember 1992 bis Oktober 1993 Gesundheitsminister. Nach der Parlamentswahl von 2004, die die Partei Neue Demokratie gewann, wurde Sioufas am 10. März 2004 Entwicklungsminister in der Regierung des Ministerpräsidenten Kostas Karamanlis. Diese Position gab er am 19. September 2007 auf, als er zum Parlamentspräsidenten ernannt wurde. Dieses Amt wiederum übte er bis zur Wahl im Oktober 2009 aus, bei der seine Partei die Mehrheit verlor.
Sioufas war seit 1997 Mitglied des Zentralkomitees der Partei Neue Demokratie, zuvor war er dies von 1979 bis 1985 und von 1994 bis 1997. Er wurde auch Mitglied des Exekutivkomitees 1997 bis 2001 und Mitglied des Politischen Konzils von 2001 bis zum März 2004. Von April 2000 bis März 2004 war er Generalsekretär der Parlamentsfraktion seiner Partei.
Sioufas war mit Kaity Anagnostaki verheiratet und hatte zwei Söhne und eine Tochter.